# ألكسندرا إلبكيان
ألكسندرا أسانوفا إلبكيان (بالروسية: Александра Асановна Элбакян)‏ (بالروسية: Алекса́ндра Аса́новна Элбакя́н) طالبة دراسات عليا كازاخية، ومطورة برمجيات، ومؤسسة موقع ساي-هب. اعتبرتها صحيفة نيويورك تايمز شبيهة إدوارد سنودن فيما يتعلق بتسريب المعلومات والتهرب من القانون الأمريكي عن طريق الإقامة في روسيا، كما قارنها الموقع التقني آرس تكنيكا بآرون سوارتز.

## السيرة الذاتية
ولدت ألكسندرا في مدينة ألماتي بجمهورية كازاخستان في 6 نوفمبر عام 1988. وهي من أصول أرمينية، سلافية، وآسيوية. أنهت دراستها الجامعية في الأستانة حيث نمّت وطورت مهاراتها البرمجية خاصة في القرصنة الحاسوبية. وعملت في مجال أمن الحاسوب لمدة عام في موسكو، مما وفر لها الأموال اللازمة للانتقال إلى مدينة فرايبورغ الألمانية في عام 2010 للعمل ضمن مشروع حاسوب العقل الوسيط، إذ أنها كانت مهتمة بالمشاركة في دعم وتطوير الحركة الفكرية لما بعد الإنسانية، مما دفعها للحصول على تدريب صيفي في معهد جورجيا التقني بالولايات المتحدة الأمريكية حيث درست علوم الأعصاب والإدراك. في عام 2009، حصلت على درجة البكالوريوس في علوم الحاسوب، تخصص أمن المعلومات من الجامعة الوطنية التقنية الكازاخية.
أنشأت موقع ساي-هب في عام 2011 عقب عودتها إلى كازاخستان. والذي تصفه مجلة ساينس الأمريكية بأنه عمل مذهل، مثير للإلهام، بحسب من يتسأل، سواء بكونه يدعو إلى الإيثار وعدم احتكار العلم، أو أنه عمل إجرامي خطير. غادرت ألكسندرا الولايات المتحدة؛ بسبب خطر الاعتقال، بعد أن رفعت دار نشر إلزيفير دعوة قضائية ضدها. وصرحت في مقابلة أجرتها عام 2016 أن أبحاثها في مجال علم الأعصاب متوقفة بشكل مؤقت، وأنها التحقت ببرنامج ماجستير لدراسة تاريخ العلوم في جامعة خاصة صغيرة، في مكان لم تفصح عنه. وذكرت أن أطروحتها في مجال التواصل العلمي. في ديسمبر 2016، أدرجت مجلة نيتشر اسم ألكسندرا إلبكيان ضمن أكثر 10 شخصيات هامة في عام 2016.

## الرؤى السياسية وخلافات
صرحت إلبكيان بأن المثل الشيوعية تلهمها، ولكنها لا تعتبر نفسها ماركسية صرفة. كما صرحت بأنها تدعم دولة قوية تستطيع أن تقف في وجه العالم الغربي، كما قالت أنها لا تريد «أن يكون مصير علماء روسيا وعلماء بلدي كازاخستان نفس مصير علماء العراق وليبيا وسوريا، الذين 'ساعدتهم' الولايات المتحدة ليصبحوا أكثر ديمقراطية».
انتقدت إلبكيان بشدة مؤسسة السلالة والأشخاص المرتبطين بها، وهي تؤمن بأن المؤسسة كانت مسيسة، ومرتبطة بالمعارضة الليبرالية الروسية، وينطبق عليها التوصيف القانوني للعملاء الأجانب؛ فقد دعم مؤسس هذه المنظمة الباحثين الذين تتفق رؤاهم السياسية مع رؤاه الخاصة. وصرحت بأنها بعد أن بدأت في التحقيق في نشاطات هذه المؤسسة ونشر نتائج تحقيقها على الإنترنت، تعرضت لإساءات سيبرانية من داعمي المؤسسة.

## وصلات خارجية
- مدوّنة ألكسندرا
- ألكسندرا إلبكيان على فيس بوك
- ألكسندرا إلبكيان على تويتر
- ألكسندرا إلبكيان على VK